# Wormaldia chinensis
Wormaldia chinensis är en nattsländeart som först beskrevs av Georg Ulmer 1932.  Wormaldia chinensis ingår i släktet Wormaldia och familjen stengömmenattsländor. Inga underarter finns listade i Catalogue of Life.